# Liste der diplomatischen Vertretungen in der Slowakei

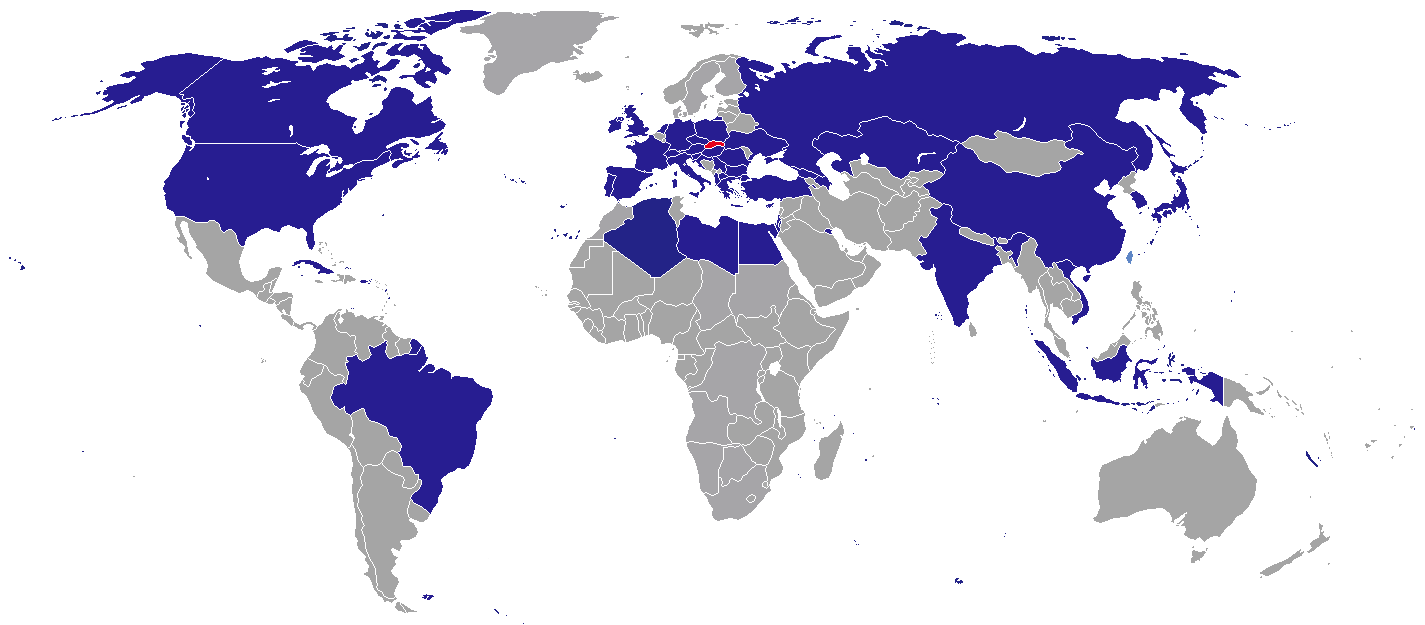
Staaten mit einer Botschaft in der Slowakei

Die Liste der diplomatischen Vertretungen in Slowakei führt Botschaften und Konsulate auf, die im 
europäischen Staat Slowakei eingerichtet sind.

## Botschaften in Bratislava
In der slowakischen Hauptstadt Bratislava sind 45 Botschaften eingerichtet (Stand 2019).

### Staaten
| - Ägypten: Botschaft - Albanien: Botschaft - Brasilien: Botschaft - Bulgarien: Botschaft - Deutschland: Botschaft - Frankreich: Botschaft - Georgien: Botschaft - Griechenland: Botschaft - Indien: Botschaft - Indonesien: Botschaft - Irland: Botschaft - Israel: Botschaft - Italien: Botschaft - Japan: Botschaft - Kasachstan: Botschaft - Kuba: Botschaft - Kroatien: Botschaft - Kuwait: Botschaft - Libyen: Botschaft - Niederlande: Botschaft - Norwegen: Botschaft - Österreich: Botschaft |  | - Palästina: Botschaft - Polen: Botschaft - Portugal: Botschaft - Rumänien: Botschaft - Russland: Botschaft - Schweiz: Botschaft - Serbien: Botschaft - Slowenien: Botschaft - Südkorea: Botschaft - Spanien: Botschaft - Tschechien: Botschaft - Türkei: Botschaft - Ukraine: Botschaft - Ungarn: Botschaft - Vereinigtes Königreich: Botschaft - Vereinigte Staaten: Botschaft - Vietnam: Botschaft - Volksrepublik China: Botschaft - Belarus: Botschaft - Zypern: Botschaft |

### Vertretungen Internationaler Organisationen
- Heiliger Stuhl, Botschaft
- Malteserorden, Vertretung
- Taiwan, Vertretung

## Konsulate in Slowakei

### Generalkonsulate
- Ungarn (Košice)
- Ukraine (Prešov)
- Rumänien (Stará Ľubovňa)
- Türkei (Košice)

### Honorarkonsulate
- Slowakei (Bratislava)